# Holmesville, New South Wales
Holmesville este o suburbie a orașului Newcastle, New South Wales, din Australia El este situat 21 km (13 mile) vest de Newcastle, și aproape de autostrada Sydney-Newcastle, fiind districtul central de afaceri. 
Localitatea din punct de vedere administrativ aparține de Lake Macquarie City, se întinde pe o suprafață de 1.9 km² și avea în 2006, 1542 loc.
Holmesville este locul de baștină a lui Jennifer Hawkins, care a fost aleasă în 2004 Miss Australia și Miss Universe.